# Johan Bångsbo
Johan Bångsbo, né le 10 février 2003 à Kungsbacka en Suède, est un footballeur suédois qui évolue au poste de défenseur central à Baniyas SC, en prêt d'Al Jazira SC.

## Biographie

### En club
Né à Kungsbacka en Suède, Johan Bångsbo commence le football au Särö IK avant de rejoindre l'IFK Göteborg, où il est formé. Sa progression est toutefois freinée à l'âge de 15 ans. Blessé gravement au pied, le jeune défenseur est absent des terrains pendant un an avant de reprendre la compétition.
Bångsbo est intégré à l'équipe première au début de l'année 2022, il signe par la même occasion un nouveau contrat avec l'IFK Göteborg, le liant au club jusqu'en décembre 2025. Il découvre ainsi l'Allsvenskan, l'élite du football suédois. Il joue son premier match en professionnel dans cette compétition, le 15 mai 2022, face au Varbergs BoIS. Il est titularisé ce jour-là et les deux équipes se neutralisent (1-1 score final). Séduisant son entraîneur Mikael Stahre, le jeune défenseur parvient à entrer dans la rotation des défenseurs centraux, derrière les deux titulaires que sont Mattias Bjärsmyr et Carl Johansson. La concurrence qu'il apporte dans ce secteur de jeu pousse également le brésilien Bernardo Vilar (en) vers la sortie, ce dernier étant transféré en juillet 2022.
Le défenseur s'impose finalement comme un titulaire à la mi-saison, et ses prestations attirent l'intérêt de plusieurs clubs étrangers mais le joueur de 19 ans affirme son désir de rester à l'IFK Göteborg pour progresser. Le 5 septembre 2022, Bångsbo inscrit son premier but en professionnel, lors d'une rencontre de championnat face au Mjällby AIF. Titulaire, il participe à la victoire de son équipe par quatre buts à un,.
En août 2023, Bångsbo fait l'objet d'une offre du FC Metz qui souhaite recruter un défenseur central mais le joueur reste dans son club formateur.

### En sélection
Johan Bångsbo joue son premier match avec l'équipe de Suède espoirs le 17 novembre 2022 contre le Danemark. Il est titularisé et les deux équipes se neutralisent (2-2 score final).
En janvier 2023, Johan Bångsbo est appelé pour la première fois avec l'équipe nationale de Suède par le sélectionneur Janne Andersson mais il doit finalement déclarer forfait en raison d'une blessure. Il est alors remplacé par Gustaf Lagerbielke.